# Kaev Hua II
Kaev Hua II , ou selon la translittération anglo-saxonne Kêo Fâ II, (né en 1652- mort en 1677), prince Ang Chey ou Ang Ji, fut brièvement roi du Cambodge, de 1673 à 1674.

## Biographie
Fils aîné du roi Barom Reachea VIII, il monte sur le trône à 21 ans après l'assassinat du meurtrier de son père, son cousin germain et beau-frère Chey Chettha III. Après sa prise de pouvoir il fait exécuter les personnes ayant participé à l'assassinat de son père ainsi que les membres de leur famille. Il fait aussi tuer la reine Dav Ksatri, l'ancienne épouse de son oncle Ang Tan. 
Il doit aussitôt repousser une armée vietnamienne mise à la disposition de son oncle, le prince Ang Tan, par la cour de Hué, qui après s'être emparé de Phnom Penh se préparait à attaquer la capitale Oudong. Après la mort de maladie de ce dernier en 1674/1675, les vietnamiens apportent leur appui à son neveu et fils adoptif Ang Nan qui se proclame régent. Les combats durent trois ans et le jeune roi est tué au début de l'année 1677.

## Postérité
D’une épouse inconnue il laisse un fils 
- Outey Ier

## Sources
- Phoeun Mak, Po Dharma, « La deuxième intervention militaire vietnamienne au Cambodge (1673-1679) » dans : Bulletin de l'École française d'Extrême-Orient, tome 77, 1988, p. 229-262.
- Chroniques Royales du Cambodge de 1594 à 1677. École française d'Extrême Orient, Paris, 1981  (ISBN 2855395372)
- Achille Dauphin-Meunier, Histoire du Cambodge, Presses universitaires de France, Paris, 1968, Que sais-je ? n° 916.